# Can Golart
Can Golart és un edifici del municipi d'Esparreguera (Baix Llobregat) inclòs en l'Inventari del Patrimoni Arquitectònic de Catalunya. És un dels masos més antics d'Esparreguera i es té constància d'ell des de l'any 1512.
És una masia composta per més d'un cos, cadascun d'una alçada diferent. Es troben teulades a un i dos vessants, totes amb teula àrab. Com que es troba abandonada té moltes obertures tapiades.